# 利薩拉

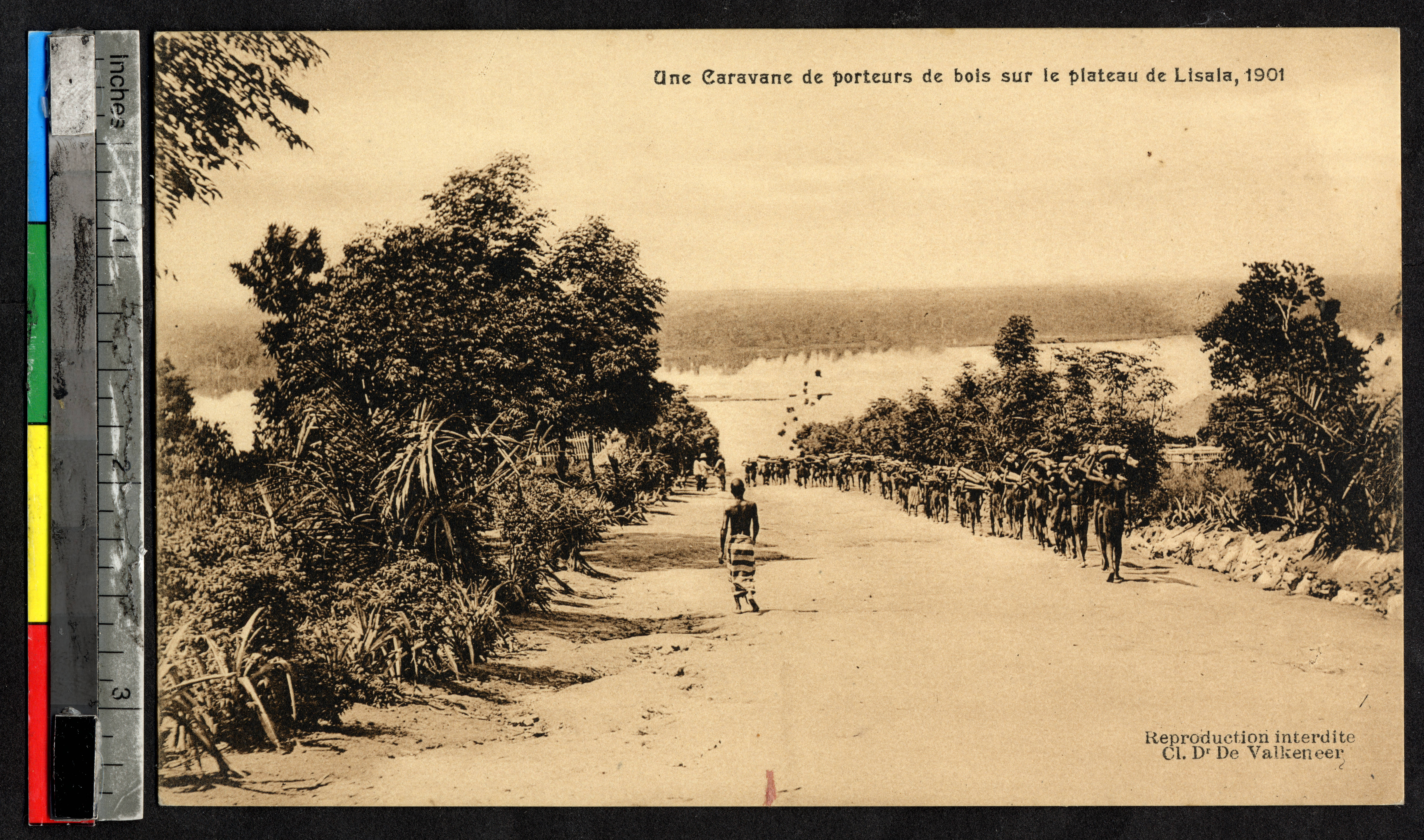
1901年的利薩拉

利薩拉是剛果民主共和國的城市，也是蒙加拉省的首府，位於該國西北部，剛果河流經該市，主要農業品包括稻米、木薯、玉米、可可、咖啡、棕櫚油、花生、橡膠，2010年人口79,235。